# Mocsári rétihéja
A mocsári rétihéja vagy pettyes rétihéja (Circus approximans)  a madarak osztályának a vágómadár-alakúak (Accipitriformes) rendjébe, ezen belül a vágómadárfélék (Accipitridae) családjába tartozó faj.

## Előfordulása
Ausztrália északi és középső területein, valamint Vanuatu és Új-Kaledónia területén honos. Új-Zélandon fosszilis leletek tanúsága szerint mintegy 1000 évvel ezelőtt jelent meg, párhuzamosan a nála lényegesen nagyobb új-zélandi endemikus Eyles-rétihéja (Circus eylesi) kihalásával. A vizes területeket részesíti előnyben.
Tahiti szigetére 1880-ban telepítették be - a meghonosodott patkányok elleni harc jegyében - ahonnan rövid időn belül elfoglalta Francia Polinézia majd minden nagyobb méretű szigetét. Mivel jól repülő, olykor komoly vándorlásokat megtevő madár elég könnyen települt szigetről szigetre. Jelenléte kifejezetten káros, több őshonos madárfaj erős megritkulásáért illetve egyes szigetekről való kipusztulásukért felelős.

## Alfajai
- Circus approximans approximans
- Circus approximans gouldi

## Megjelenése
Testmagassága 50–60 centiméter, szárnyfesztávolsága 120–145 centiméter. Testtömege 580–1100 gramm közötti. Hátoldala kékesszürke, testalja fehéren mintázott gesztenyebarna. Hosszú szárnyán a kézevezők feketék, farkán palaszürke sávok találhatók.

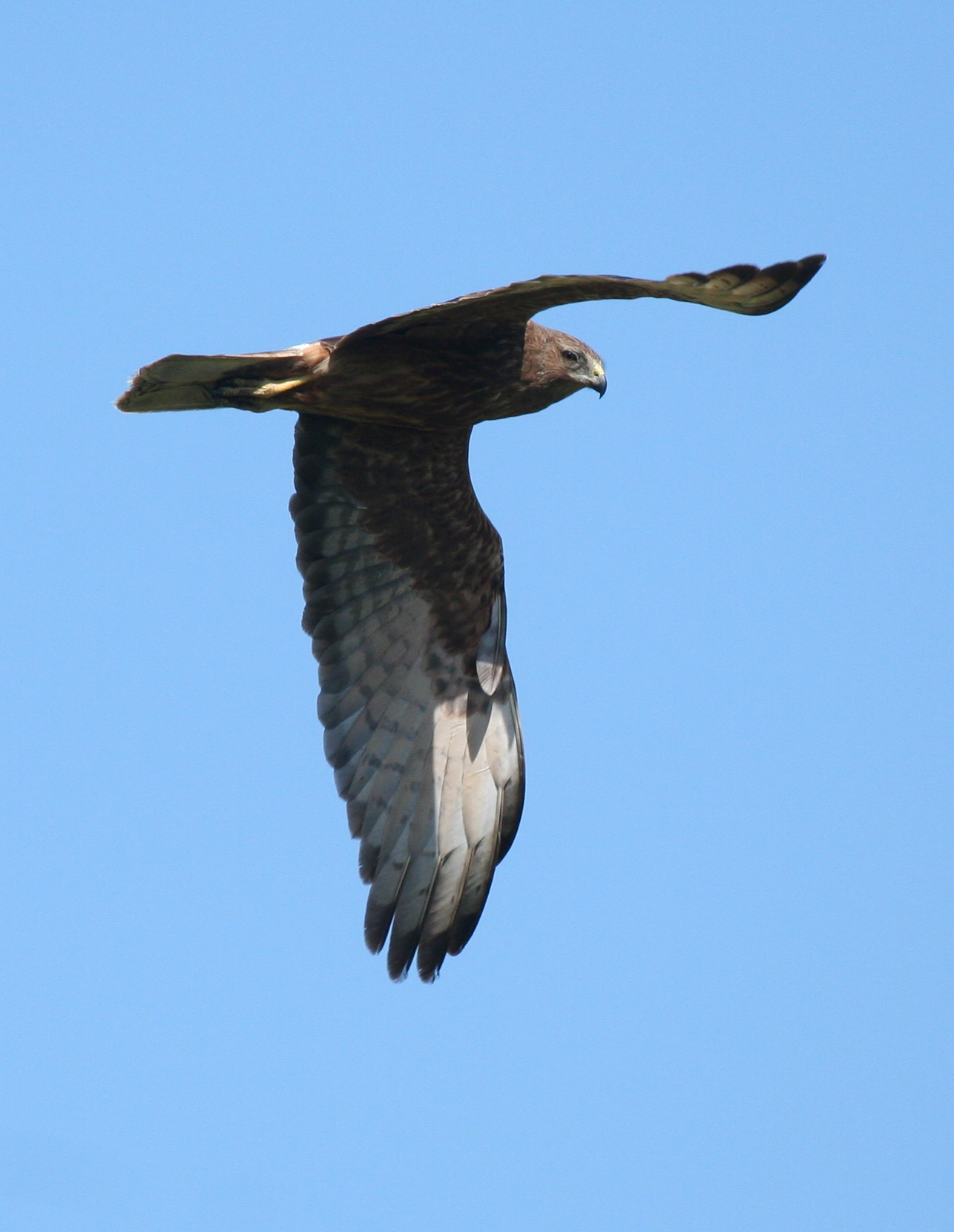
Röpképe
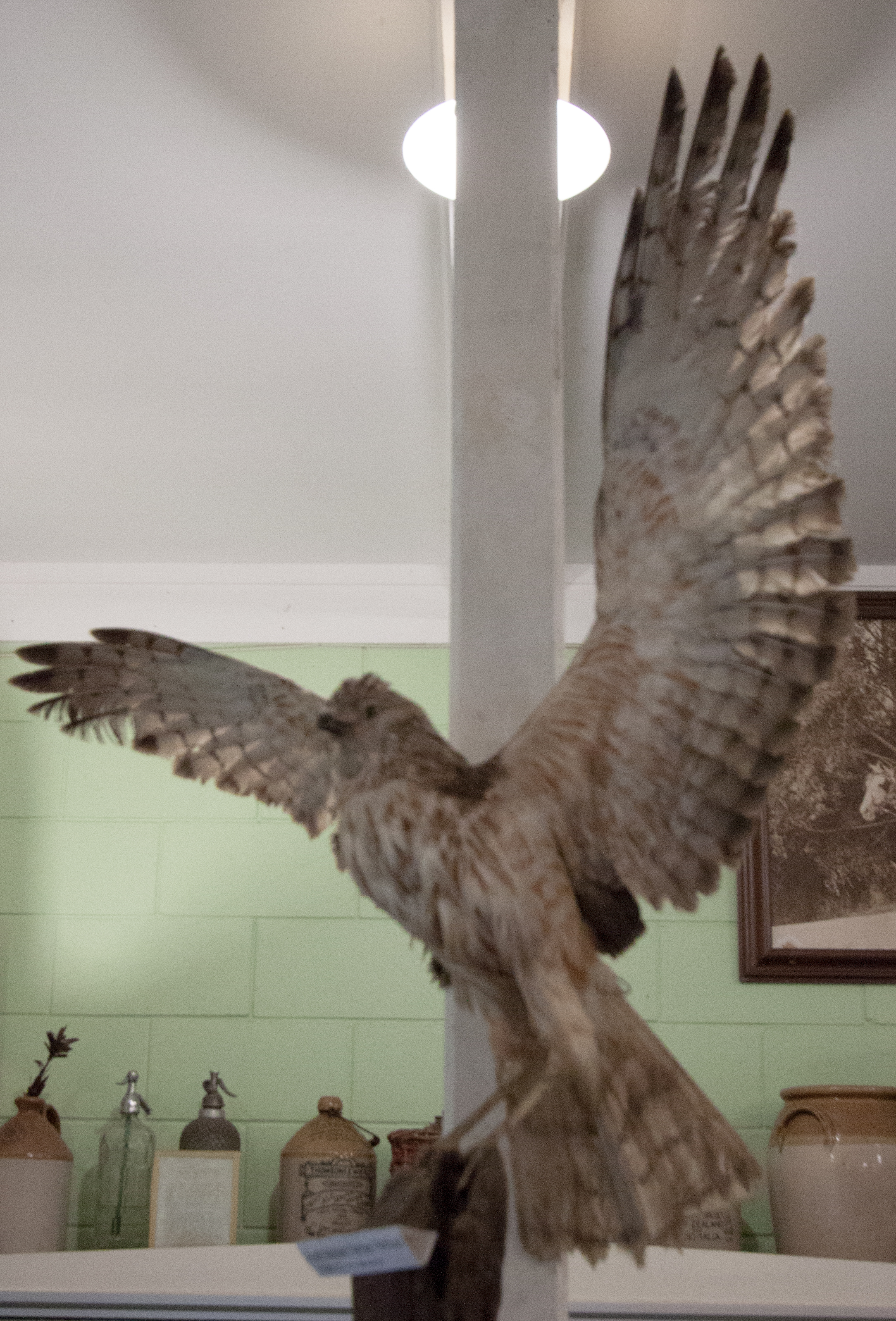
Warkworth múzeumában
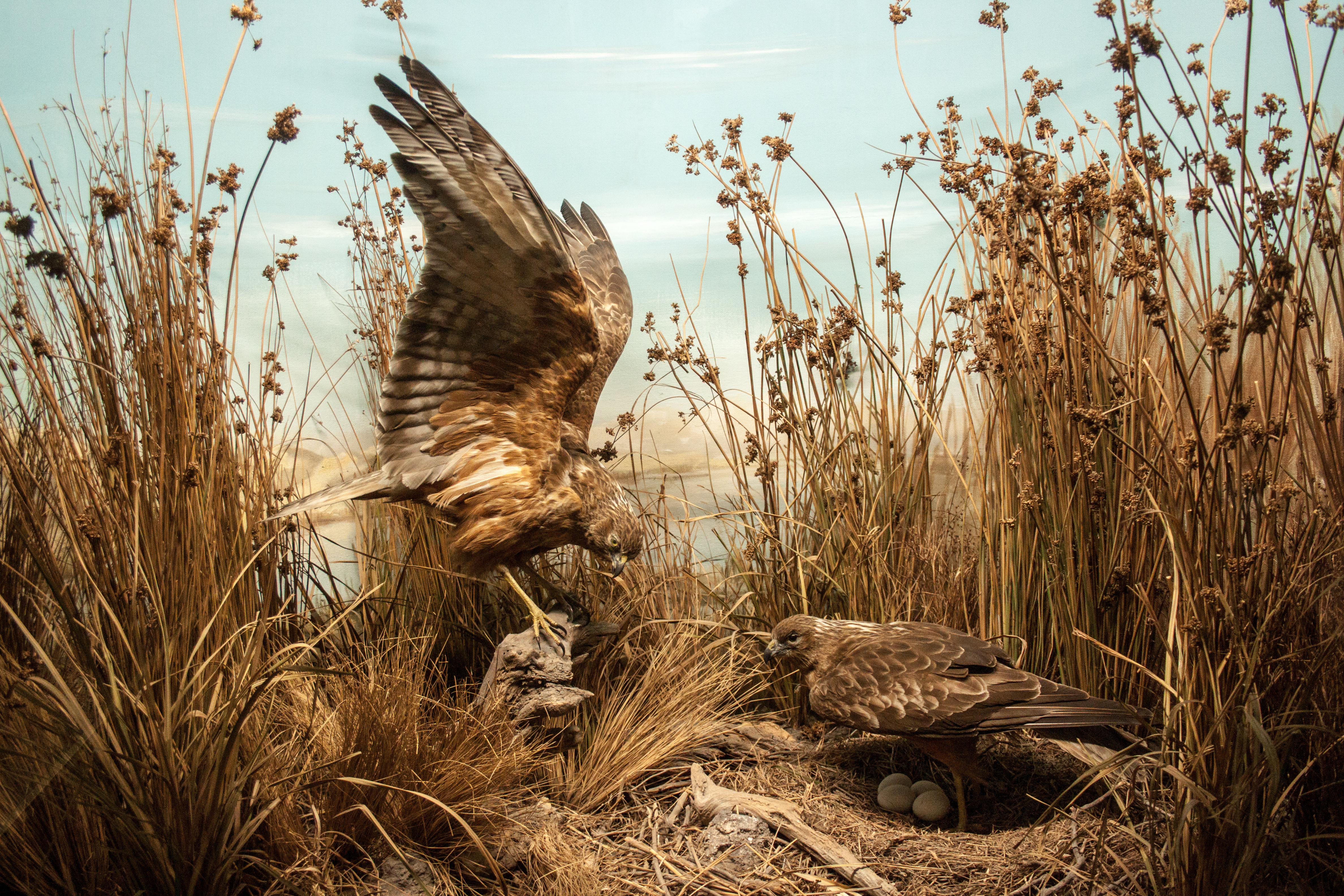
A Canterbury Museum diorámája

## Életmódja
Általában madarakat, rágcsálókat fogyaszt, de megeszi a kis emlősöket, hüllőket, kétéltűeket és halakat is.

## Szaporodása
Fészekalja 3-4 tojásból áll, melyeken 33 napig kotlik, a kikelt fiókák 45 nap után válnak önállóvá. A fiókákat kizárólag a tojó költi ki, és ő felügyeli később a fejlődésüket is, míg a hím mindannyiuk etetéséről gondoskodik.